# Nikola Karev
Nikola Janakiev Karev (búlgaro y macedonio: Никола Карев; 1877–1905) (23 de noviembre de 1877 en Kırşova (hoy Kruševo) - 27 de abril de 1905, aldea de Rayçani (Rajčani, hoy ambos en Macedonia) fue un revolucionario macedonio en la Macedonia gobernada por el Imperio otomano.
Karev fue un líder local de lo que más tarde se conoció como la Organización Interna Revolucionaria de Macedonia (OIRM). Fue socialista y miembro del Grupo de Trabajadores Democráticos Sociales Búlgaros. Es considerado un héroe búlgaro en Bulgaria y héroe macedonio en Macedonia, aunque por ciertos activistas, su identidad étnica búlgara coexistió con Macedonio regional.